# 粗背鱂
粗背鱂為輻鰭魚綱鯉齒目鯉齒鱂科的其中一種。

## 分布
本魚分布於印度洋塞席爾群島，也被引進桑吉巴。

## 特徵
本魚雄魚體色為黃棕色，腹部顏色較淺。魚體上遍佈著許多等距的紅斑，閃閃發光。魚鰭為黃綠色，鰭上也帶有紅斑，胸鰭和腹鰭呈黃色。雌魚顏色較淺，背鰭基部有一深色區。體長約10公分。

## 生態
本魚棲息半鹹水或淡水的溪流，屬肉食性，喜群游，以蠕蟲、昆蟲、甲殼動物等為食。

## 經濟利用
觀賞魚，較喜歡有陰影長有水草的魚缸。